# پژو ۴۰۰۸
پژو ۴۰۰۸ خودرویی از نوع اس‌یووی ساخت کشور فرانسه می‌باشد. از این خودرو در ماه سپتامبر سال ۲۰۱۱ رونمایی شد. این خودرو بر روی سکو (خودرو) خودروی میتسوبیشی ای اس ایکس ساخته شده‌است. این خودرو در ژاپن و روسیه بین سال‌های ۲۰۱۲ تا ۲۰۱۷ تولید شد و در سال ۲۰۱۷ با پژو ۳۰۰۸ جایگزین شد.

## نگارخانه

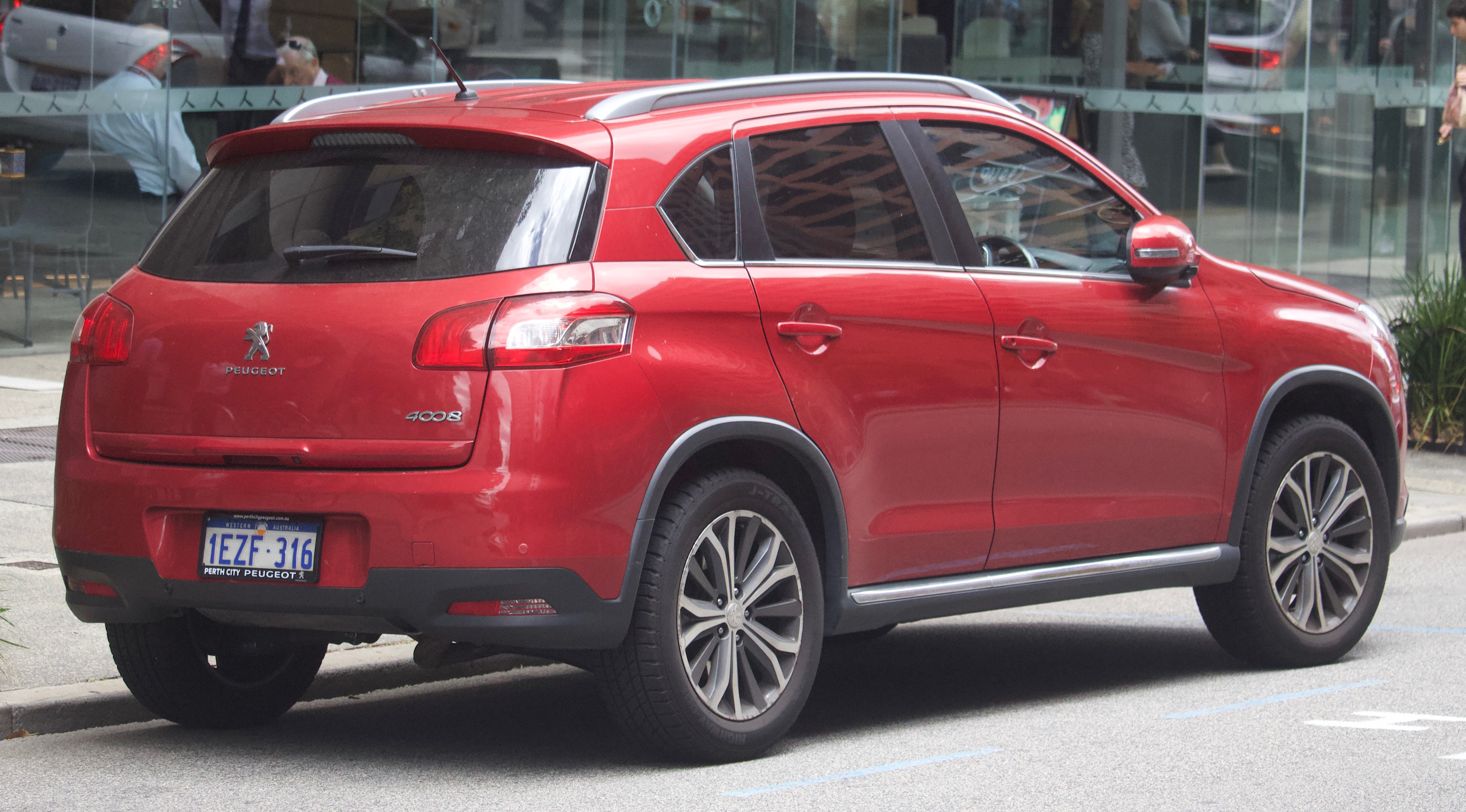

## تولید و فروش
| سال  | تولید | فروش | توضیح                                      |
| ---- | ----- | ---- | ------------------------------------------ |
| ۲۰۱۲ | ۱۲۲۰۰ | ۹۳۰۰ | مجموع تولید پژو ۴۰۰۸ به ۱۲۳۰۰ دستگاه رسید. |